# Schönbach (Hollenbach)
Schönbach ist ein Kirchdorf und Ortsteil von Hollenbach im Landkreis Aichach-Friedberg, der zum Regierungsbezirk Schwaben in Bayern gehört.

## Geographie
Schönbach liegt im Donau-Isar-Hügelland und damit im Unterbayerischen Hügelland, das zum Alpenvorland, einer der Naturräumlichen Haupteinheiten Deutschlands, gehört.
Schönbach liegt direkt westlich angrenzend an den Hauptort Hollenbach und ist mit diesem verwachsen.
Durch Schönbach fließt der Krebsbach, der bei Hirschbach entspringt, sich nach Osten wendet, durch Schönbach fließt und weiter östlich bei Walchshofen in die Paar mündet.
Schönbach liegt an der von Südwest nach Nordost entlang des Krebsbachtals verlaufenden Kreisstraße AIC 4 von Haunswies nach Motzenhofen.

## Geschichte
Die katholische Filialkirche Sankt Ulrich gehört zur Pfarrei Sankt Peter und Paul in Hollenbach, während fünf Anwesen von Schönbach zur katholischen Pfarrei Sankt Michael in Igenhausen gehören.
Bis zum 1. Januar 1971 gehörte Schönbach als selbstständige Gemeinde zum Landkreis Aichach in Oberbayern und wurde dann im Zuge der Gebietsreform in Bayern in die Gemeinde Hollenbach eingemeindet.

## Baudenkmäler
Siehe auch: Liste der Baudenkmäler in Schönbach
- Katholische Filialkirche St. Ulrich